# Idioma kukurá
El kukurá o cucurá (también llamado cucura y kokura) es una lengua indígena no clasificada, supuestamente hablada anteriormente en el estado de Mato Grosso, Brasil. Existen serias sospechas de que la única lista de vocabulario que documentó esa lengua sea una falsificación fraudulenta.

## Historia
Cuando Alberto Vojtěch Frič vistió Río Verde (Brasil) en 1901 se llevó consigo a un indígena kainguá llamado Guzmán, que dijo hablar la lengua local de los Chavantes.
Posteriormente, se publicó una lista de vocabulario para el denominado idioma kukurá, que se tomó como una lengua aislada. En 1932 Curt Nimuendajú, que había vistado la región de río Verde en 1909 y 1913, mostró que la lista de la lengua kukurá del indígena Guzmán consistía en una mitad en palabras inventadas y una mitad de palabras mal pronunciadas en guraní. No había ninguna semejanza con el idioma ofayé que realmente se habla en la región.